# Indisk pricksköldpadda
Indisk pricksköldpadda (Geoclemys hamiltonii) är en sköldpaddsart som beskrevs av John Edward Gray 1831. Arten ingår i släktet Geoclemys och familjen Geoemydidae. IUCN kategoriserar den indiska pricksköldpaddan globalt som sårbar. Inga underarter finns listade i Catalogue of Life.

## Utbredning
Den indiska pricksköldpaddan lever i delstaten Assam i norra Indien, i utflödena från floderna Indus och Ganges i Pakistan och i Bangladesh.